# 蕗ノ台駅

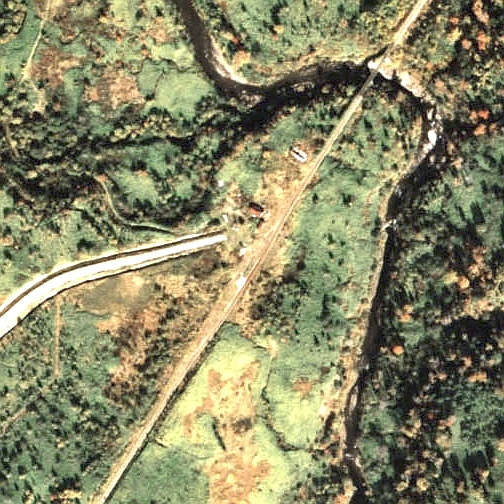
1977年の蕗ノ台駅と周囲約500 m範囲。右上が名寄方面。戦後すぐここに入殖し、小学校まであったとは考えられない位無人の荒野と化している。隣の白樺と同様な木材搬出駅で、かつては駅舎横の朱鞠内側（南西側）にストックヤードが設置され、島式ホーム1面2線と駅舎側に貨物用副本線と貨物ホーム、そこからストックヤード前へ伸びる引込み線を有していた。この時点では既に無人駅となってから久しく、駅裏側本線へ棒線化されている。

蕗ノ台駅（ふきのだいえき）は、北海道（空知支庁）雨竜郡幌加内町字蕗の台にあった北海道旅客鉄道（JR北海道）深名線の駅（廃駅）である。電報略号はフキ。事務管理コードは▲121411。営業末期には隣駅の白樺駅と共に冬季は全列車が通過した。

## 歴史
この地は北海道大学農学部演習林と国有林の境界の国有林側にあたり、北海道庁が定めた植民地域からも外れていて、1929年（昭和4年）頃からの林業関係者の出入りが見られるだけの地域であった。当駅は隣の白樺駅と同様に森林資源の搬出が目的で開設されたとみられる。駅開設後も林業関係者のみが作業のために一時的に定住していたにすぎなかった。この地に開拓植民が行われたのは戦後間もない1946年（昭和21年）で、終戦に伴う緊急開拓政策の一環として、軍需産業から平和産業への移行にあたり人員削減対象となった室蘭の日本製鋼所従業員家族の団体が、幌加内村から指定されて入植した。人口は1950年（昭和25年）の統計では167人であった。気象条件の激しさに加え農業に慣れていない者が多かったために農業収穫が悪く、1955年（昭和30年）頃から団体で内紛が表面化し、脱落離村が徐々に広がり人口が減っていった。一時期は当地に駐在する林業関係者により、隣の白樺駅と同程度の木材搬出があって、幌加内村内では朱鞠内駅に次ぐ貨物出荷量を誇ったが、その後農林産物の搬出や乗降客が激減してほとんど無くなった当駅は、1964年（昭和39年）に無人駅になった。さらに1972年（昭和47年）の夏、最後まで残っていた家族の離村によりこの地は無人地帯となった。

### 年表
- 1941年（昭和16年）10月10日：鉄道省深名線朱鞠内駅 - 初茶志内駅（後の天塩弥生駅）間延伸開通（深名線全通）に伴い開業[4]。一般駅[5]。
- 1949年（昭和24年）6月1日：公共企業体である日本国有鉄道に移管。
- 1964年（昭和39年）4月1日：貨物・荷物取扱い廃止[6][7]。同時に無人化[6][8]。
- 1977年（昭和52年）12月1日：同年以降冬季休止となる[9]。同日より翌年の3月31日まで。
- 1987年（昭和62年）
  - 4月1日：国鉄分割民営化によりJR北海道に継承[9]。同時に臨時駅へ降格[9]。
  - 12月1日：同年より冬季休止の期間が延長され、翌年の4月30日までとなる。
- 1990年（平成2年）3月10日：冬季休業中のまま廃止[9]。

### 駅名の由来
開業時点で当地に字名は存在しておらず、開駅にあたり付近にフキが繁茂していたことから命名した。

## 駅構造
もともと島式ホーム1面2線に貨物ホームと貨物側線を有する列車交換可能な交換駅であったが、廃止時点で、単式ホーム1面1線を有する地上駅であった。ホームは線路の西側（名寄方面に向かって左手側）に存在し、分岐器を持たない棒線駅となっていた。1983年（昭和58年）時点ではかつての島式ホームの使われなくなった側の位置に相当する場所に、深川方、名寄方両側の分岐器が撤去された形で側線が1線残っていた。ホーム前後の線路は分岐器の名残で湾曲していた。
無人駅となっており、有人駅時代の駅舎は撤去されプレハブの待合所を有していた。ホームはかつての土盛りから板張りの仮乗降場スタイルに変わり、冬季休業中ホームは撤去されるという移動式のものとなっていた。深川方（南側）にスロープを有し駅施設外に連絡していた。

## 駅周辺
開拓団が入植していた頃は駅周囲は「蕗の台第1区」と称して駅職員と林業関係者が占め、木工所や木材倉庫、日通営業所があり、1km程離れた所に蕗の台小学校・中学校があった。開拓団地は「蕗の台第2区」と称し、さらに離れた地域に住居と農地を構えていた。
廃止時は民家は1軒も無く、附近一帯は山菜の宝庫であった。
- 北海道道528号蕗の台朱鞠内停車場線
- 北海道道688号名寄遠別線
- 朱鞠内湖（雨竜第一ダム）
- 滝の沢[12]
- エビシオマップ沢[12]
- 釜ヶ淵 - 駅の南西[12]。
- 二重滝 - 駅の南西[12]。
- 夫婦岩 - 駅の南西[12]。

## 駅跡
駅廃止後も当駅のあった部分の線路は湾曲したままであり、乗車していても駅跡が推測出来た。
深名線廃止後は一時期、線路撤去作業の基地となっており、1999年（平成11年）9月時点では軌道が利用中で、撤去作業用のモーターカーが資材積み込み用の貨車を牽引して走行しており、レールや枕木が積み上げられていた。撤去作業用の線路は当駅跡から名寄方にも続いており、100 mほど先にある「ウツナイ川橋梁」を過ぎて「第二雨竜トンネル」の中まで延びていた。2010年（平成22年）時点では作業は完了していた模様であった。
また、上記の「第二雨竜トンネル」は2010年（平成22年）時点でも残存していた。

## その他
- 太平洋戦争中には食用になるフキを採取するための臨時列車も運行されたことがあったとされる[13]。
- 駅名標には、蕗の台と記載されていた。

## 隣の駅
北海道旅客鉄道（JR北海道）
深名線
湖畔駅 - （臨）蕗ノ台駅 - （臨）白樺駅 - 北母子里駅
かつて湖畔駅（当時は仮乗降場）と当駅との間に宇津内仮乗降場が存在した（廃止年月日不詳・1956年（昭和31年）11月19日以降）。
当駅と北母子里駅との間にあった白樺駅も当駅と同時に1990年（平成2年）3月10日に廃止となった。